# Рак-отшельник Миддендорфа
Рак-отшельник Миддендорфа (лат. Pagurus middendorffii) — вид десятиногих раков из семейства раков-отшельников Paguridae. Назван в честь русского зоолога Александра Фёдоровича Миддендорфа (1815—1894).

## Внешний вид и строение
Рак-отшельник Миддендорфа обладает парой клешен, из которых правая крупнее левой. Обитает в пустых раковинах брюхоногих моллюсков, при этом с ростом своего тела рак вынужден менять раковины на большие. В раковине находится постоянно задняя, покрытая мягкой кожицей часть его тела. Обладают четырьмя мощными ногами, предназначенными для быстрого передвижения. Задние ноги развиты слабо и служат для удержания рака в раковине.
Передняя часть головогруди в длину до 1 см. Окраска тела оливковая. Верхняя сторона ладони правой (крупной) клешни гладкая или слегка шершавая.

## Распространение и места обитания
Водится во всех дальневосточных морях, на Южно-Курильском мелководье и вдоль побережья Северной Америки от Аляски до Ванкувера. Обитает на литорали на глубинах, доходящих до 20-50 м.

## Экология
Спаривание происходит в ноябре. Личинки появляются в феврале и марте. Паразитом рака является изопода Athelges takanoshimensis и корнеголовый рак Peltogasterella gracilis. Паразиты являются значимым фактором регуляции численности Pagurus middendorffii. Поселяется в раковинах моллюсков рода Littorina.